# Pfullingen
Pfullingen település Németországban, azon belül Baden-Württembergben. Lakosainak száma 19 221 fő (2023. december 31.). Pfullingen Eningen unter Achalm és Reutlingen községekkel határos.

## Népesség
A település népessége az elmúlt években az alábbi módon változott:
| Lakosok száma | 13 655 | 15 256 | 16 353 | 16 005 | 16 418 | 17 422 | 17 982 | 18 283 | 17 584 | 19 221 |
|               | 1961   | 1967   | 1974   | 1980   | 1987   | 1993   | 2000   | 2006   | 2013   | 2023   |